# Nisa (monte)
Nella mitologia greca, il Monte Nisa (in greco Νῦσα?, Nysa) era la dimora delle ninfe dette appunto "ninfe Nisee" e della ninfa Nisa.
Sul Monte Nisa Dioniso trascorse la fanciullezza; da qui l'epiteto di "Niseo".
La sua esatta ubicazione varia di molto nelle fonti, ed esso è localizzato alternativamente in Macedonia, Tracia, Lidia, Cilicia, Siria, Babilonia, Arabia, India, Mare Eritreo, Etiopia, Egitto, Libia.